# Complesso monumentale di San Matteo degli infermi
Il Complesso monumentale di San Matteo degli infermi si trova a Spoleto, nel quartiere detto Borgaccio, fra via Mameli e via Interna delle Mura. 
Comprende: un edificio che dal 1991 ospita la Sezione di Archivio di Stato di Spoleto; un chiostro eretto nel cinquecento, circondato da due piani di logge sostenute da colonne e archi; l'ex chiesa di San Matteo, sconsacrata e in totale stato di abbandono; un ampio edificio in rovina da più di 80 anni, posto lungo via Mameli, un tempo sede di un monastero e di una struttura assistenziale; una piccola piazza, dove affacciano gli ingressi alla chiesa e all'ex convento, e un ampio slargo sul retro (Largo Giuseppe Ermini), spazi entrambi utilizzati come parcheggi. Un tempo faceva parte della vaita Salamonesca.

## Storia
Fondato dai frati penitenti nel 1227, nacque e si sviluppò dapprima come monastero e luogo di generica assistenza e ricovero, poi come monastero femminile e infine come nosocomio, in attività fino al 1939. Ad esso vennero a mano a mano raggruppandosi alcuni edifici che costituirono il primo nucleo del borgo omonimo, Borgo S. Matteo, detto poi il Borgaccio.

### Il pio istituto
La nascita dell'ospedale di S. Matteo è descritta in un atto pubblico del 7 gennaio 1227, dove si legge che il vescovo Benedetto autorizzò i Frati della Penitenza a edificare una chiesa (forse in luogo di una già esistente) e un ospedale fuori dalla porta di S. Lorenzo. A lavori ultimati, chiesa e ospedale furono intitolati a S. Matteo o Masseo Apostolo. 

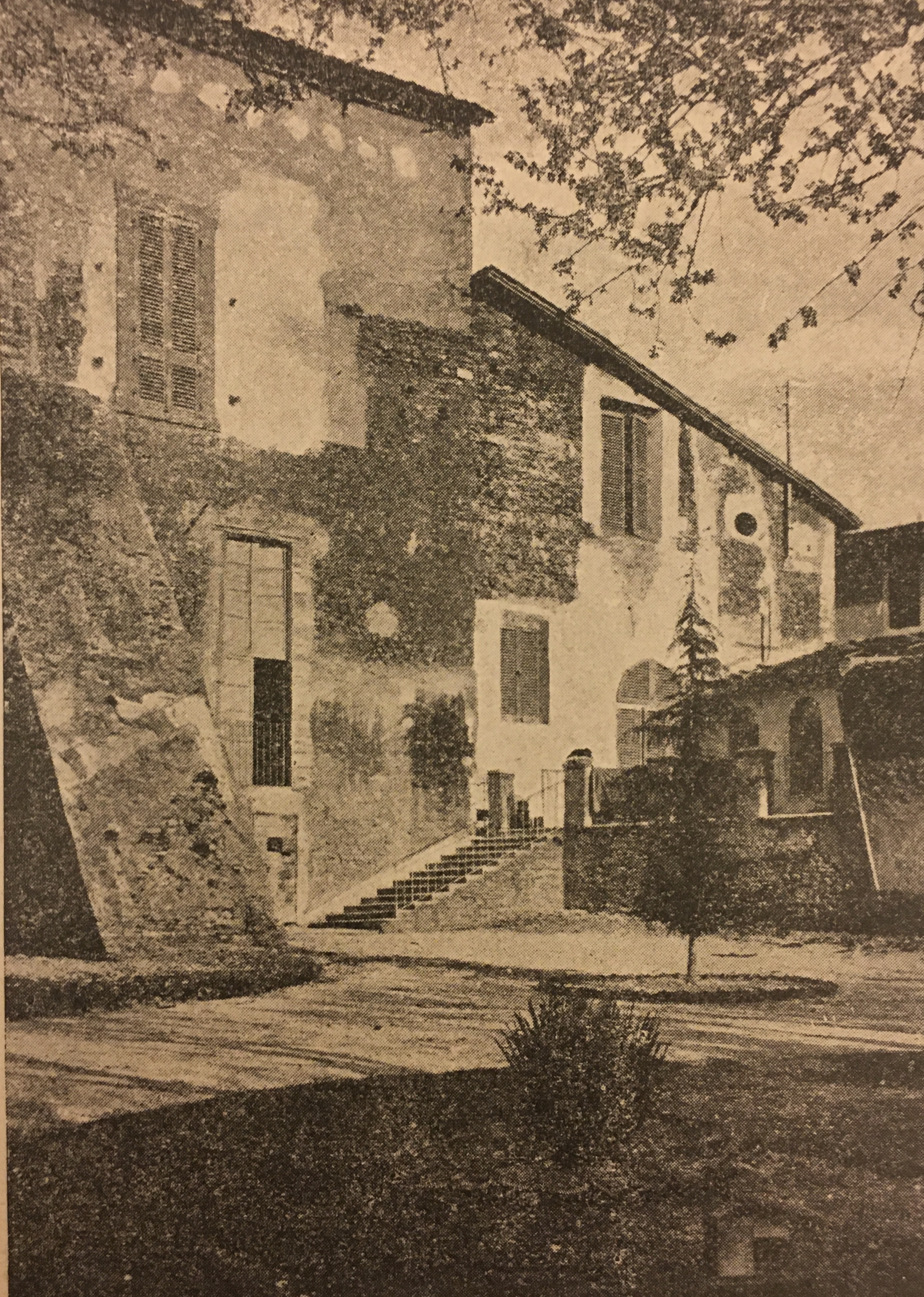
Particolare della fabbrica

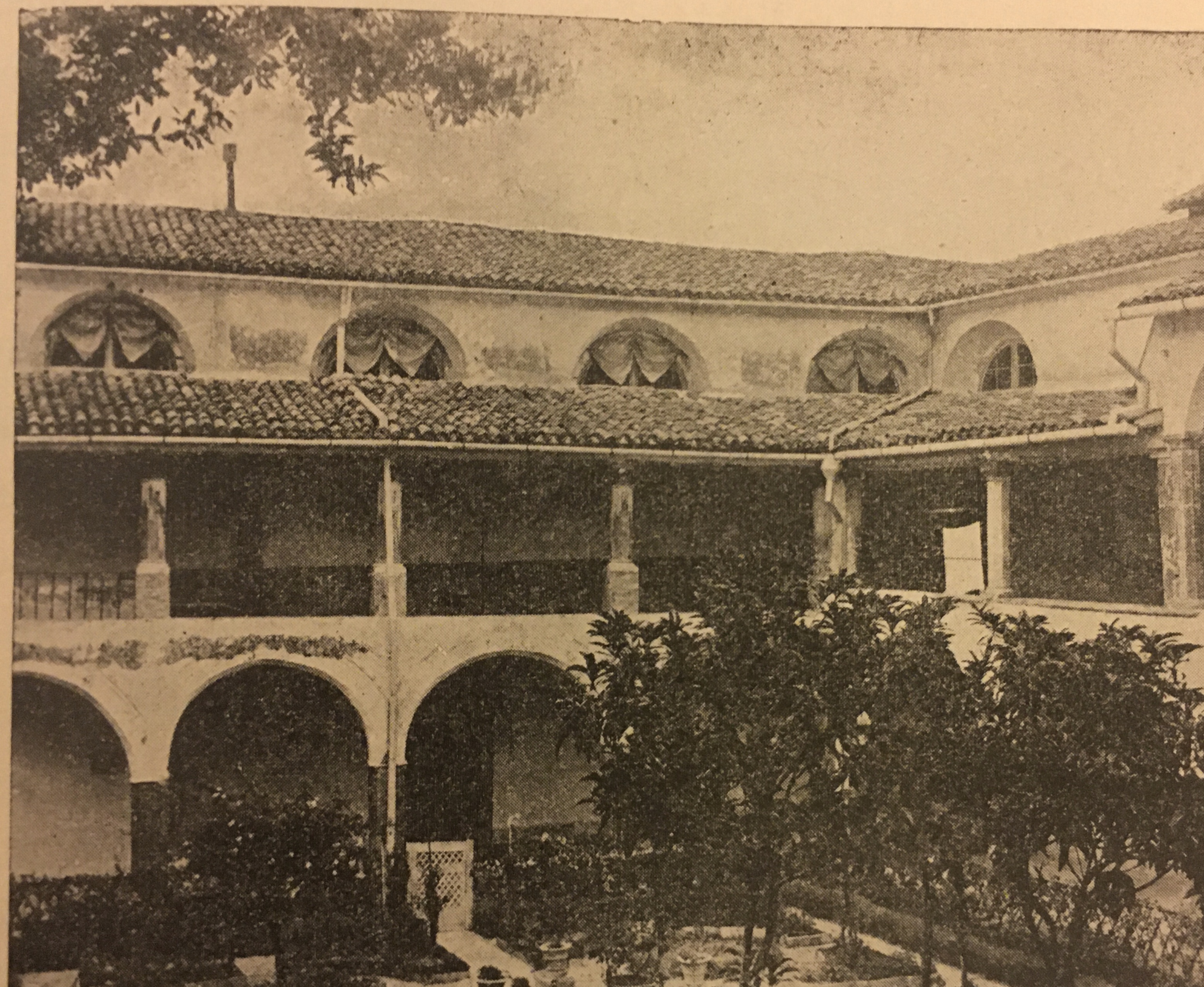
Loggiato dopo l'abbassamento del tetto

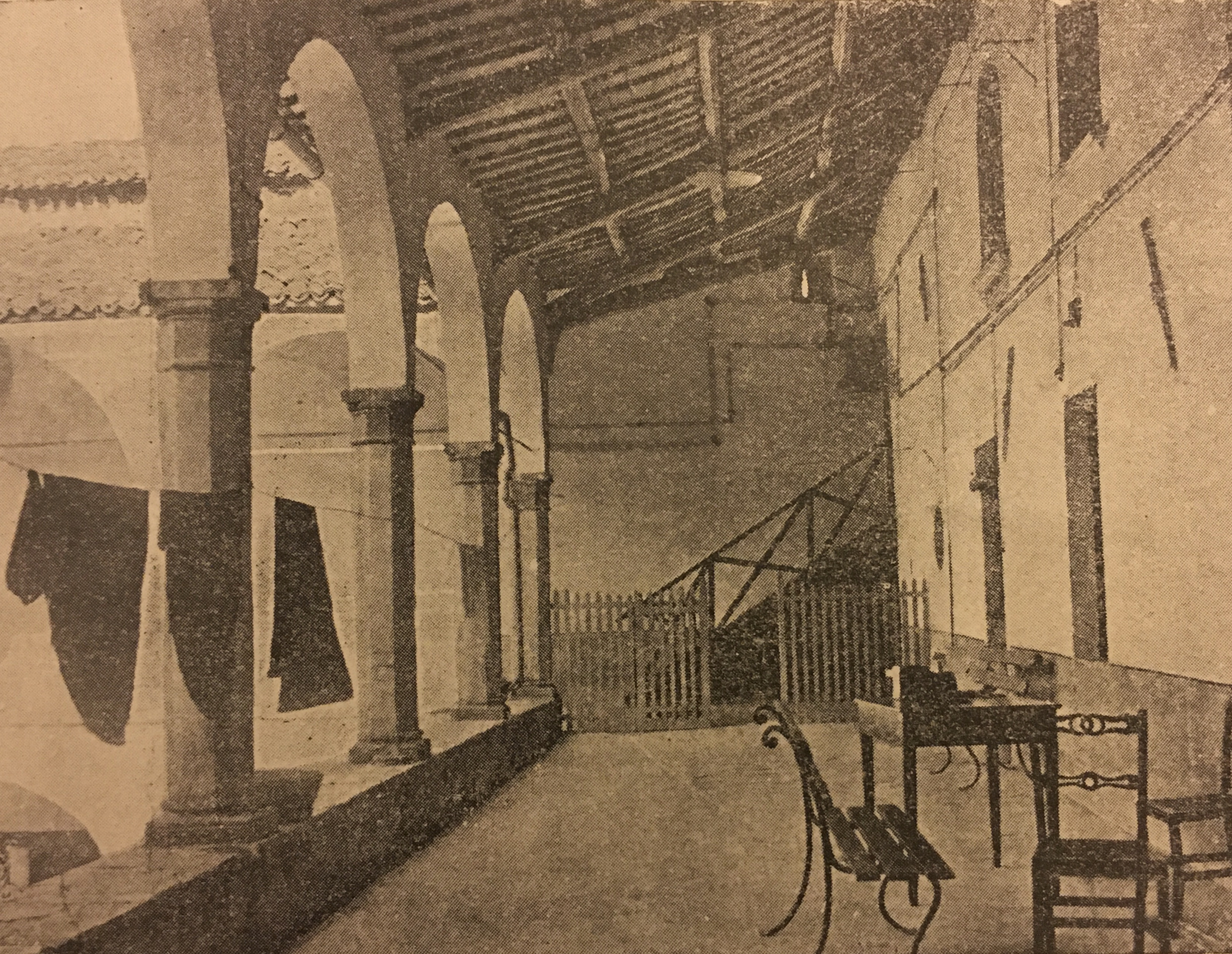
Loggiato superiore

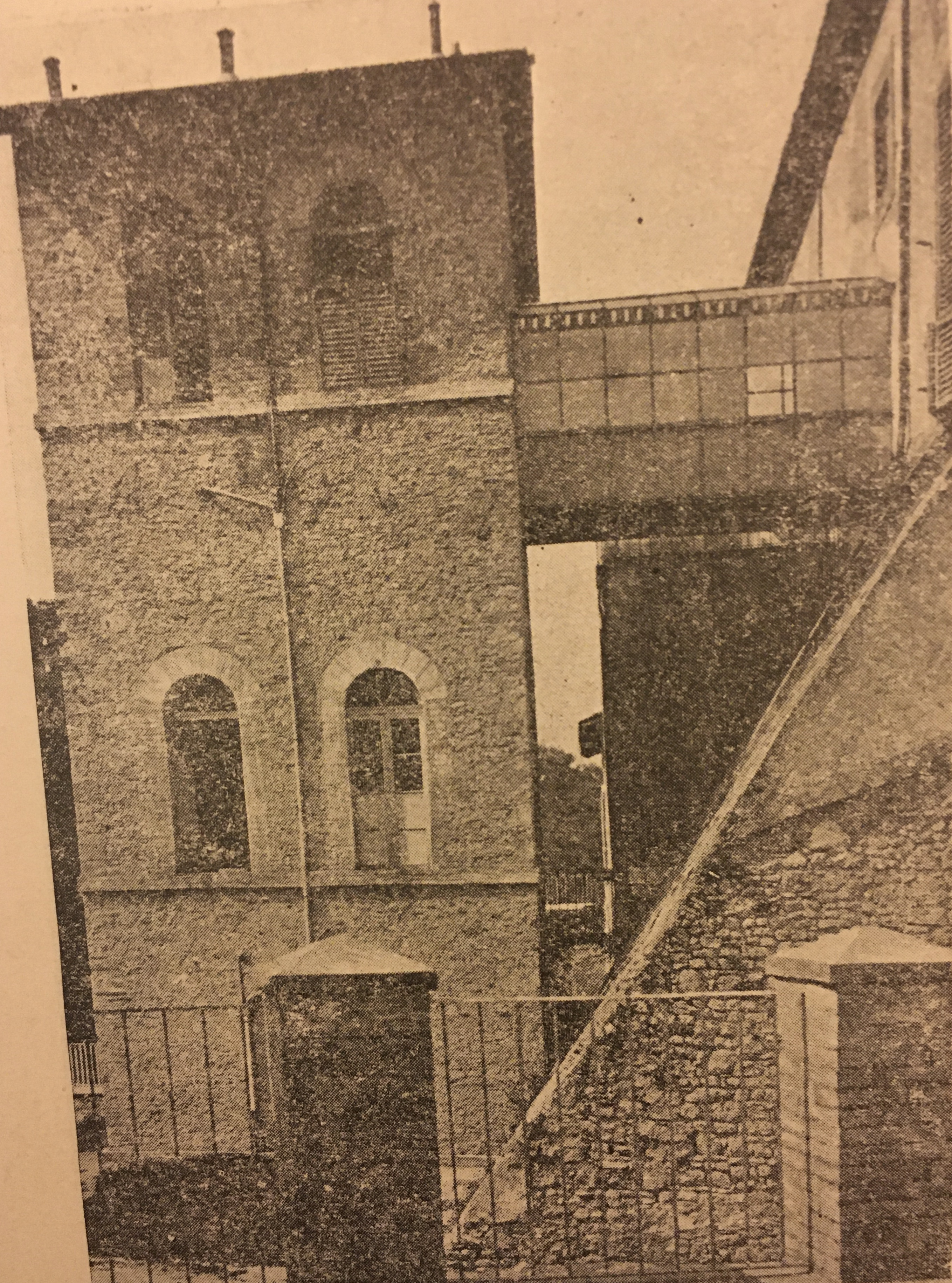
Torretta, sede di latrine e bagni

La sua realizzazione andò a colmare la carenza di adeguate strutture assistenziali dopo il declino dell'Ospedale di San Gregorio, già esistente nel 1178 presso la chiesa di san Gregorio Maggiore (il più antico ospedale spoletino di cui sia rimasta memoria), decaduto a causa della cattiva amministrazione posta in essere dagli stessi canonici. 
In S. Matteo venivano accolti pellegrini, infermi, poveri e bambini abbandonati, scelta che rappresentò una grande novità per Spoleto che invece in altre strutture offriva un tipo di assistenza per settori. Per meglio assolvere alla sua funzione, aveva piena autonomia sia dalla gerarchia vescovile che dall'autorità civile. 
La fama del servizio si diffuse e il numero dei ricoverati crebbe per tutto il secolo XIII; per far fronte alle notevoli spese di gestione, i frati inviarono questuanti a raccogliere elemosine dovunque, confidando nella carità dei cristiani in Italia e all'estero. 
Intanto nel marzo 1254, per volontà del vescovo Bartolomeo Accoramboni, a pochi metri dall'Ospedale di San Gregorio, venne eretto un altro ospedale, l'Ospedale Nuovo, in seguito detto Ospedale di Santa Maria della Stella; accoglieva poveri e in particolare fanciulli esposti. L'assistenza era ben organizzata, affidata a suore agostiniane, affiancate da oblati per i lavori manuali, e da balie per l'allattamento dei neonati. Entrambe le strutture favorirono un progressivo avanzamento del servizio sanitario/assistenziale nel territorio spoletino.
Per il complesso di S. Matteo il XIV secolo scorse tranquillo, nonostante innumerevoli controversie con altri ordini religiosi che periodicamente pretendevano di sostituirsi ai fondatori. Ma nell'ottobre 1392 i frati penitenti furono messi in difficoltà da pesanti tassazioni imposte dal Comune, dal crescente numero di bisognosi e da guerre e lotte fra fazioni locali. Si videro costretti a lasciare il convento e affidare ad altri la cura dell'ospedale. Con un atto pubblico cedettero S. Matteo all'Ospedale della Stella; in cambio chiesero di continuare ad adunarsi nella chiesa e officiarla, e di mantenere in perpetuo sei letti a disposizione dei poveri. L'accordo assicurò alla pia istituzione ancora anni tranquilli, fino a quando nel 1473 sette monache staccatesi dalla Stella, ufficialmente desiderose di una vita di maggior ritiro e di preghiera, chiesero di traslocare in S. Matteo dove fondarono un nuovo convento femminile, basato sulla regola agostiniana. Dopo soli 5 anni, reputando non confacente alla vita di clausura il servizio ospedaliero, dismisero l'attività assistenziale e ottennero da Papa Sisto IV il trasferimento dei sei letti all'Ospedale della Stella.
 
Una sentenza del giugno 1478 segnò la fine dell'ospedale S. Matteo che per circa 250 anni aveva offerto cure e asilo a tanti bisognosi e minori abbandonati.
Fra le sette monache figurava Marina di Silvestro Petrucciani, più nota come Marina di Spoleto.

### Le monache
Negli anni seguenti non si hanno più notizie in merito all'ospedale; è probabile che la vita nel monastero di clausura sia scorsa tranquilla per numerosi anni e che un minimo di attività assistenziale sia poi ripresa, infatti negli Statuti di Spoleto del 1542 si fa esplicito riferimento ai "poveri ricoverati in S. Matteo". 

Nel 1543 anche per l'Ospedale della Stella iniziò un progressivo deperimento; crebbe smisuratamente il numero delle monache che volevano entrarvi, quasi tutte discendenti da nobili famiglie; nessuna però intendeva occuparsi dell'assistenza agli infermi che presto non vennero più accolti. In città si levarono voci di protesta contro di loro; la soluzione migliore sembrò essere la separazione amministrativa dell'ospedale dal monastero e la presa in carico dei malati da parte del Comune, ma né papa Urbano VIII né il suo successore Alessandro VII riuscirono a convincere le monache ad accettare lo sdoppiamento. Per più di un secolo si opposero tenacemente a causa del fatto che i patrimoni dell'ospedale e del monastero erano confusi in uno solo, era quindi difficile e poco conveniente ripartire le ingenti rendite accumulate nel corso dei secoli. Gravi furono le conseguenze di tanto immobilismo: alla fine del XVII secolo, a Spoleto non c'era più un luogo di ricovero per i poveri ammalati e gli esposti venivano inviati a Roma all'ospedale Santo Spirito in Sassia. 

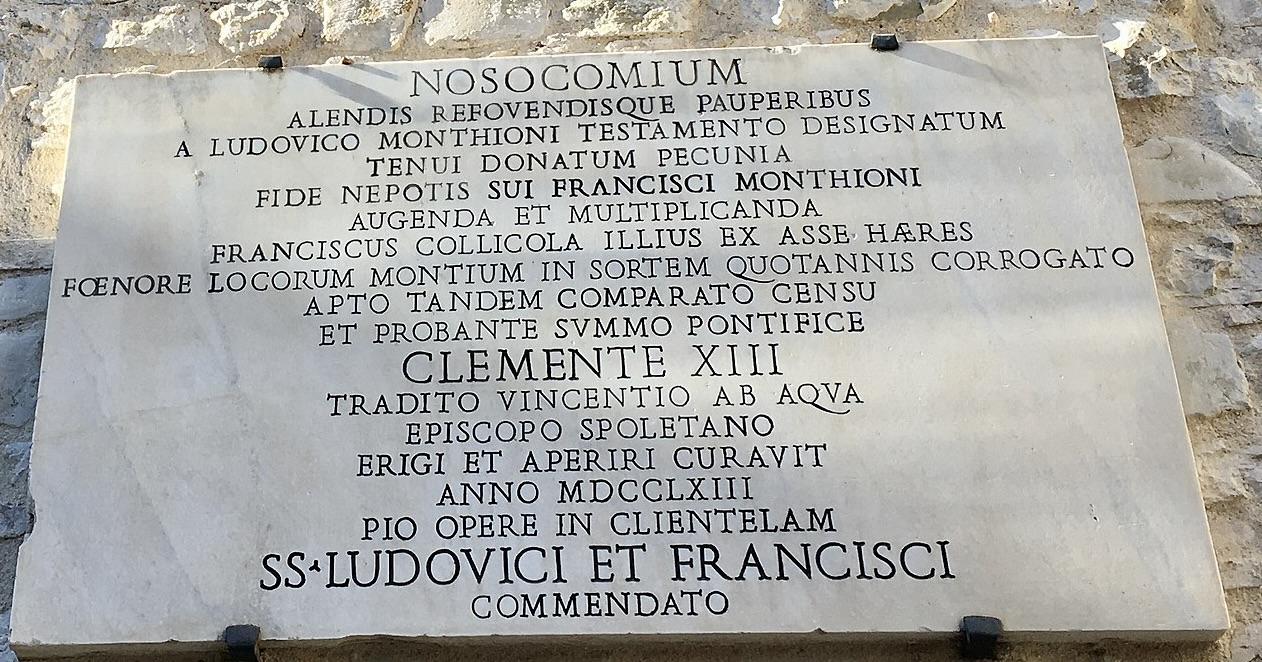
Lapide ai benefattori.

Scriveva Achille Sansi:
(Achille Sansi)
.

### Ospedale degli infermi di S. Carlo Borromeo
Nei primi anni del 1700 gli spoletini espressero il fermo desiderio di avere un ospedale funzionante. Abbandonata ogni speranza di vincere lo strapotere delle monache della Stella, il vescovo Carlo Giacinto Lascaris prese a cuore il problema e, dopo aver valutato più soluzioni, ritenne che il luogo migliore dove situare un nuovo ospedale, fosse il Monastero di Santa Caterina, in fondo a via Posterna. Francesco Collicola acquistò i locali con l'eredità di Ludovico e Francesco Montioni e i lavori di adeguamento cominciarono nel 1714, grazie anche alle rendite messe a disposizione da altri generosi cittadini. Il nuovo ospedale venne inaugurato nel 1718 col titolo di Ospedale degli infermi di S. Carlo Borromeo. Ad esso nel 1740 fu aggregata l'Opera pia dei Proietti, ente istituito dall'arcivescovo nominato Commissario generale dei Proietti da Papa Clemente XII, Martino Ignazio Caracciolo il quale ordinò l'ampliamento dei locali secondo i nuovi bisogni e fece allestire la ruota degli esposti. 
Finalmente il 20 Giugno 1744 il patrimonio dell'ospedale della Stella venne sganciato da quello del monastero, ad entrambi vennero assegnate rendite.
Ritenuta cosa sconveniente che donne consacrate alla vita religiosa dovessero occuparsi dell'assistenza di esposti e malati, tutta l'ospitalità interna alla Stella venne trasferita in S. Caterina che si giovò di canoni perpetui imposti alle stesse monache della Stella e ad altri monasteri cittadini. Così, dopo 485 anni, l'ospedale della Stella chiuse il corso della sua lunga vita.
Con un decreto di Giuseppe Maria Castelli, anche l'Ospedale di S. Croce, fuori porta S. Pietro, cessò l'attività e passò di proprietà all'Opera pia dei Proietti. Con il titolo Ospedale di S. Carlo dei Proietti, nel 1746 accolse i bambini abbandonati trasferiti da S. Caterina. Per molti anni, fino al 1974, fu il brefotrofio di Spoleto. 

 
Sotto l'ente Ospedale degli infermi di S. Carlo Borromeo si trovarono riuniti i moderni istituti ospedalieri della città, ma mentre il servizio dedicato ai bambini, sotto la tutela dei Commissari apostolici, riuscì presto a consolidarsi, lo spazio riservato agli infermi, non ancora del tutto completato, non riusciva a funzionare regolarmente. Solo nel 1763, sempre grazie alle rendite Montioni, il vescovo Vincenzo Acqua poté ordinarne il completamento. Per alcuni anni svolse egregiamente la propria funzione ma intorno al 1790 le disponibilità finanziarie cominciarono a scarseggiare e l'ospedale deperì velocemente, al punto da venire così descritto da due medici in servizio a quei tempi:
I responsabili dell'ospedale cominciarono a considerare l'opportunità di trovare un luogo più idoneo, più rispondente ai bisogni dei malati, ma la ricerca per molti anni risultò infruttuosa.

### Nosocomio S. Matteo

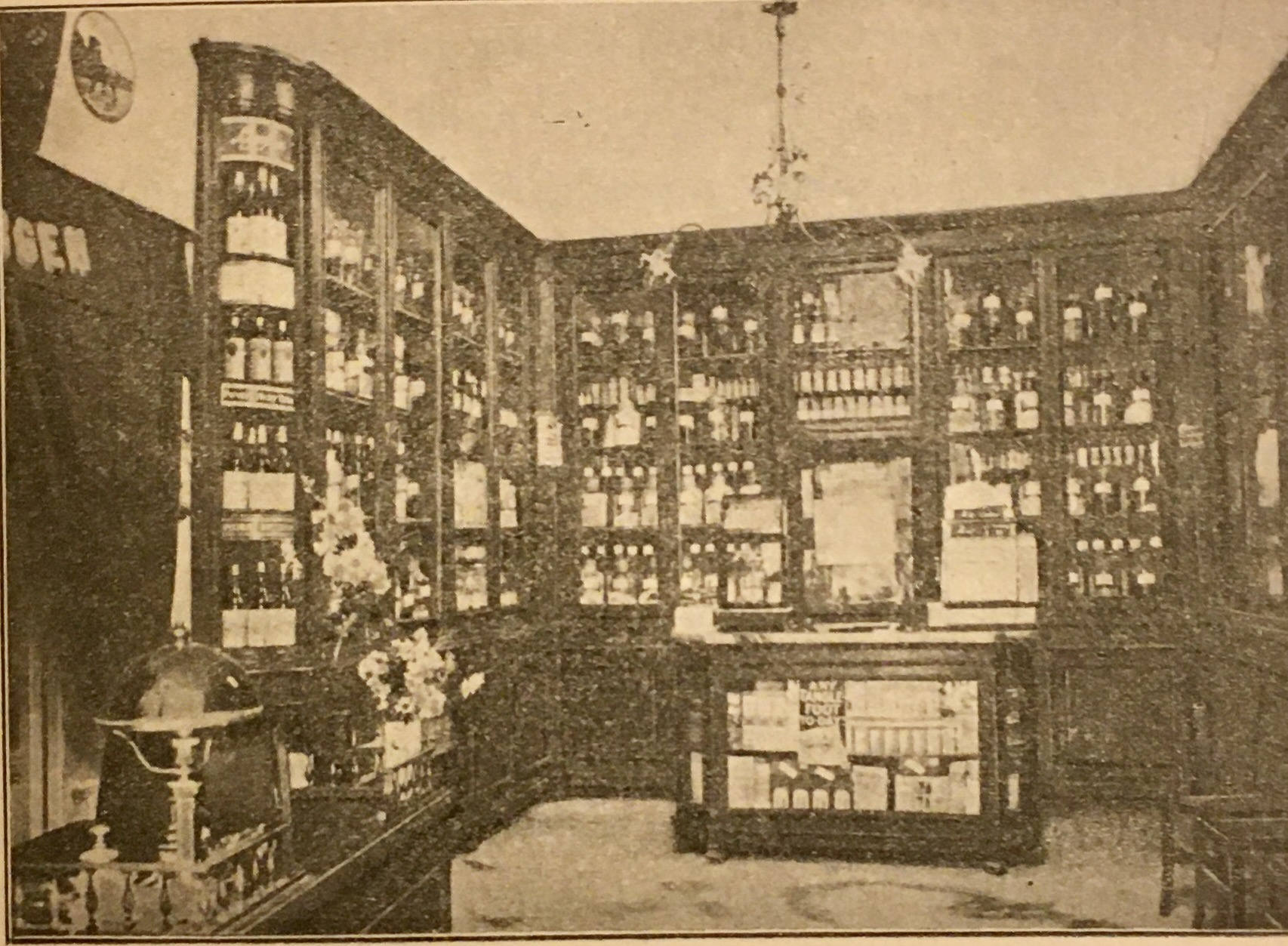
Farmacia

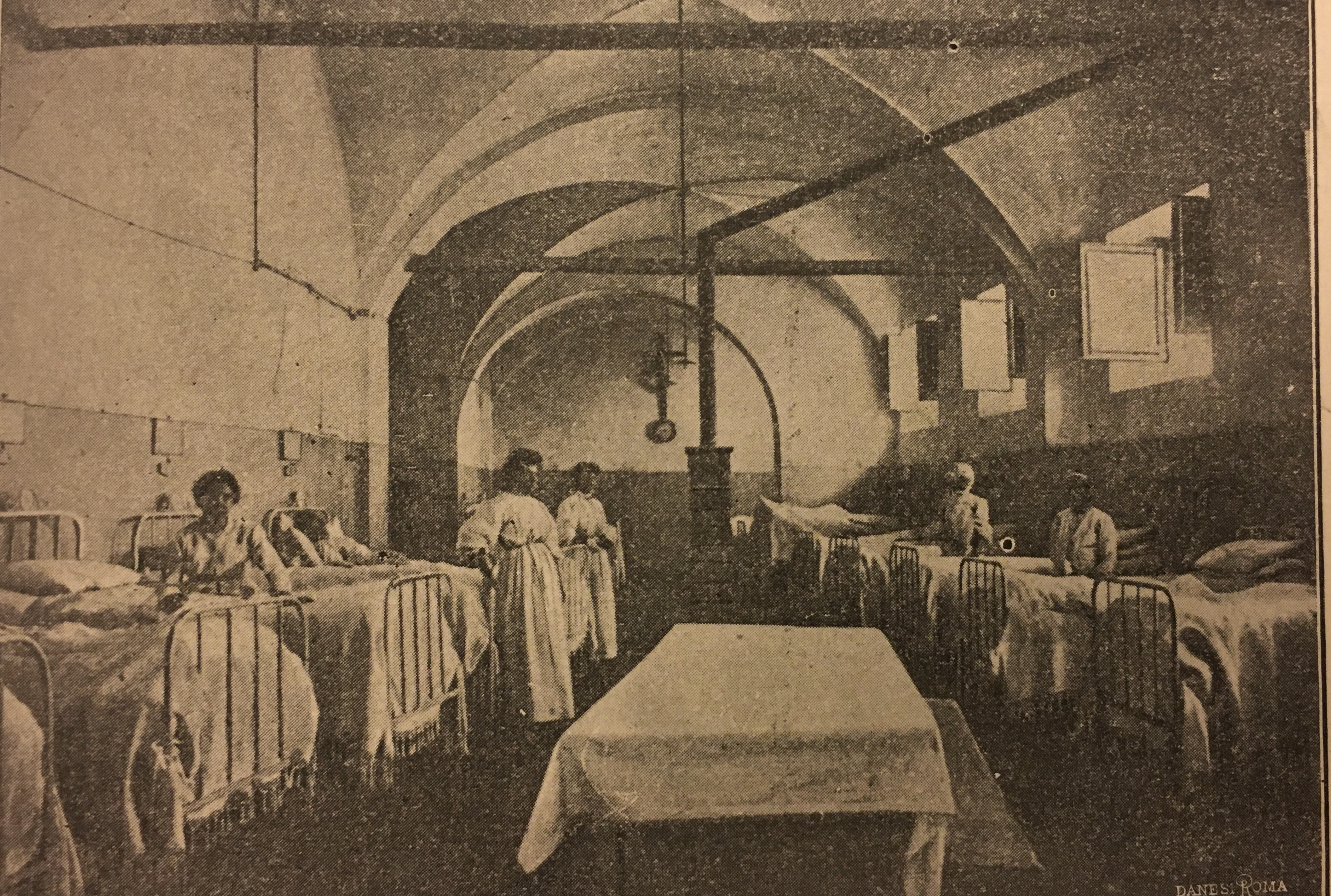
Corsia delle "comuni"

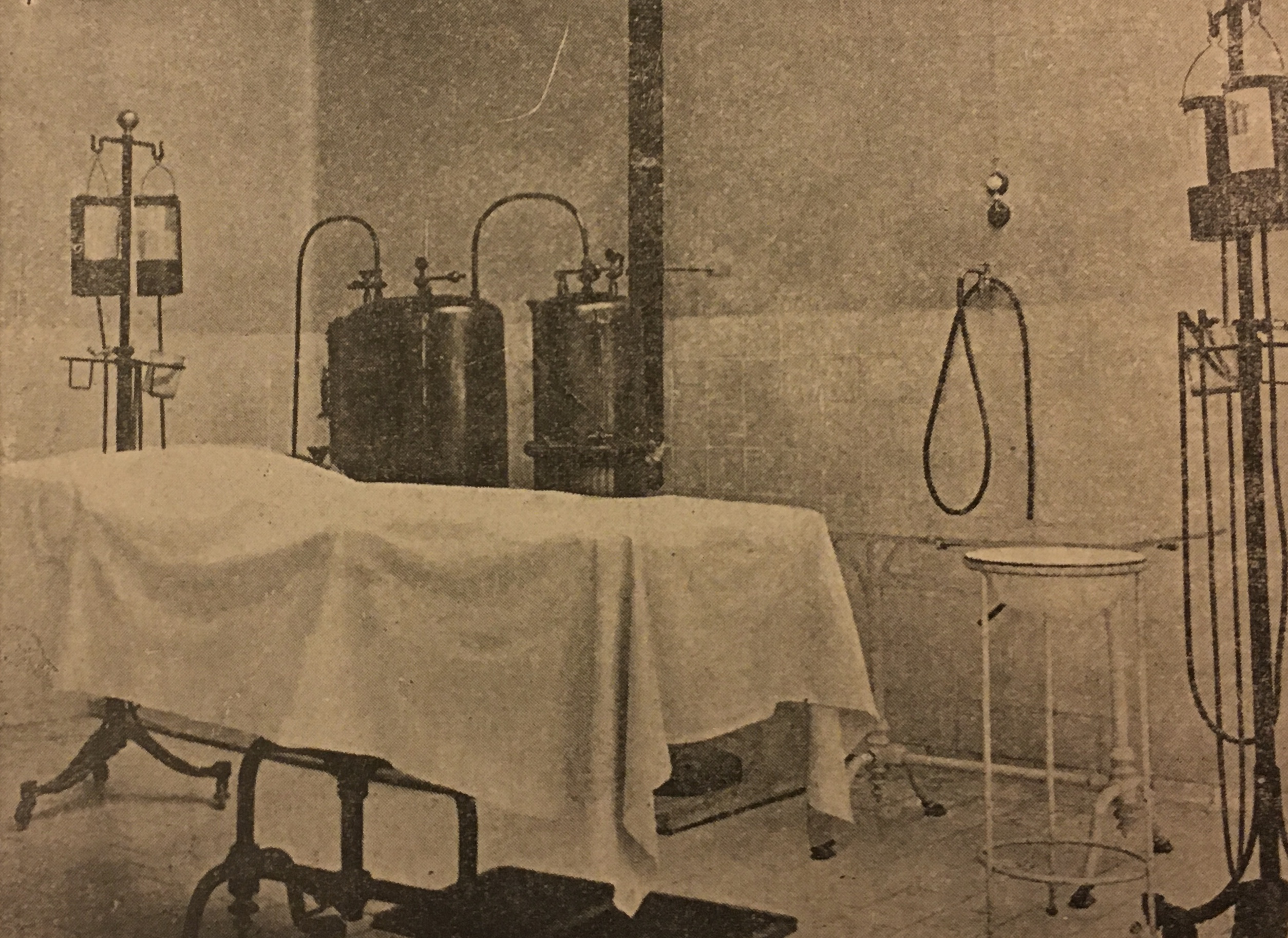
La sala operatoria

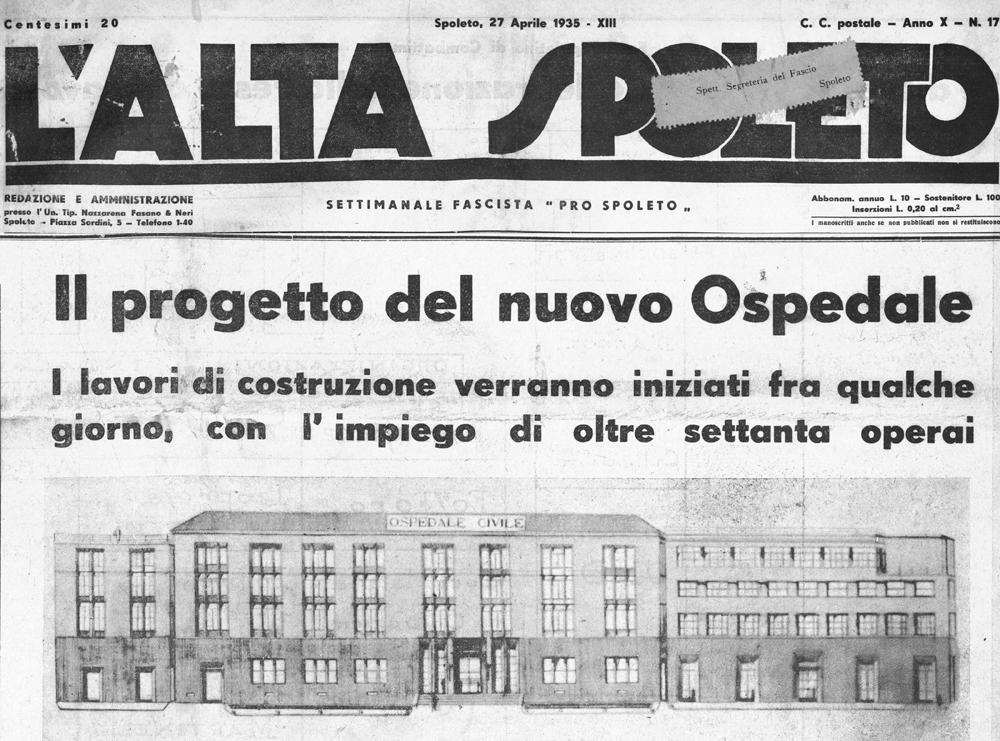
L'Alta Spoleto annuncia la costruzione del nuovo ospedale

La soluzione venne suggerita dagli eventi storici che interessarono Spoleto sul finire del XVIII secolo: nel 1798, durante l'occupazione francese, il monastero di S. Matteo venne soppresso; evacuate le monache (ricondotte alla Stella), i locali furono convertiti in ospedale militare, dotato di ben cento letti a disposizione delle truppe francesi.
Seppur breve (solo un anno), l'esperienza francese si rivelò molto positiva: i militari avevano lasciato i locali riadattati e ben organizzati, pronti all'uso, con spazi più ampi e meglio esposti di quelli di S. Caterina. Inoltre S. Matteo era dotato di cospicue rendite, una fortuna per le malconce finanze dell'ospedale. Di nuovo le monache della Stella rivendicarono quelle rendite e si opposero alla loro cessione, ritardando l'auspicato trasferimento e dando vita a una lunga disputa, poi risolta a favore dell'ospedale. Finalmente nel giugno del 1801, dopo la realizzazione di ulteriori opere edilizie, l'Ospedale degli Infermi di S. Carlo traslocò da S. Caterina a S. Matteo. Al titolo di S. Carlo Borromeo venne aggiunto quello di S. Matteo; in seguito prese la semplice denominazione di Nosocomio S. Matteo degli infermi.
Lungo tutta la prima metà dell'800 accolse i colpiti di colera e di varie epidemie. In periodi di emergenza fu di nuovo un ospedale militare. Arrivarono altre donazioni, tra le più consistenti quella di Giovan Battista Palettoni che nel 1811 nominò S. Matteo erede dei propri beni, assicurando un tranquillo futuro al servizio ospedaliero della città. Nel 1820 in uno dei locali venne allestita la farmacia (spezeria) per la distribuzione di medicinali ai poveri. In questo periodo, l'ospedale assunse un aspetto di vero e proprio servizio pubblico.
Con l'avvento del regno d'Italia in ogni Comune venne creata la Congregazione di carità cui era affidato il compito di amministrare tutte le opere pie locali.
Anche a Spoleto, con Regio decreto del 28 aprile 1864, la Congregazione di carità locale, assunse la gestione dell'ospedale e la mantenne fino al 1937.

### Gli ultimi anni
Ai primi anni del '900 gli spazi erano diventati ormai fatiscenti e inadeguati, la strumentazione obsoleta e le condizioni igieniche assai precarie. Quello dell'ospedale tornò a essere un tema molto sentito in città. Nei giornali dell'epoca ricorrevano espressioni come “problema grave, insoluto, opera indispensabile”. Individuato uno spazio adeguato nei locali dell'ex convento annesso alla Chiesa della Madonna di Loreto, nel 1935 cominciarono i lavori di ampliamento e adeguamento e nel marzo 1939 i malati ricoverati nell'ex monastero di San Matteo furono trasferiti nella nuova e moderna struttura. 
Per gli edifici dell'intero complesso di S. Matteo cominciò un lento e inesorabile decadimento, tutt'ora (novembre 2022) in corso, almeno per quel che riguarda l'ala verso Via Mameli.

### Recentemente

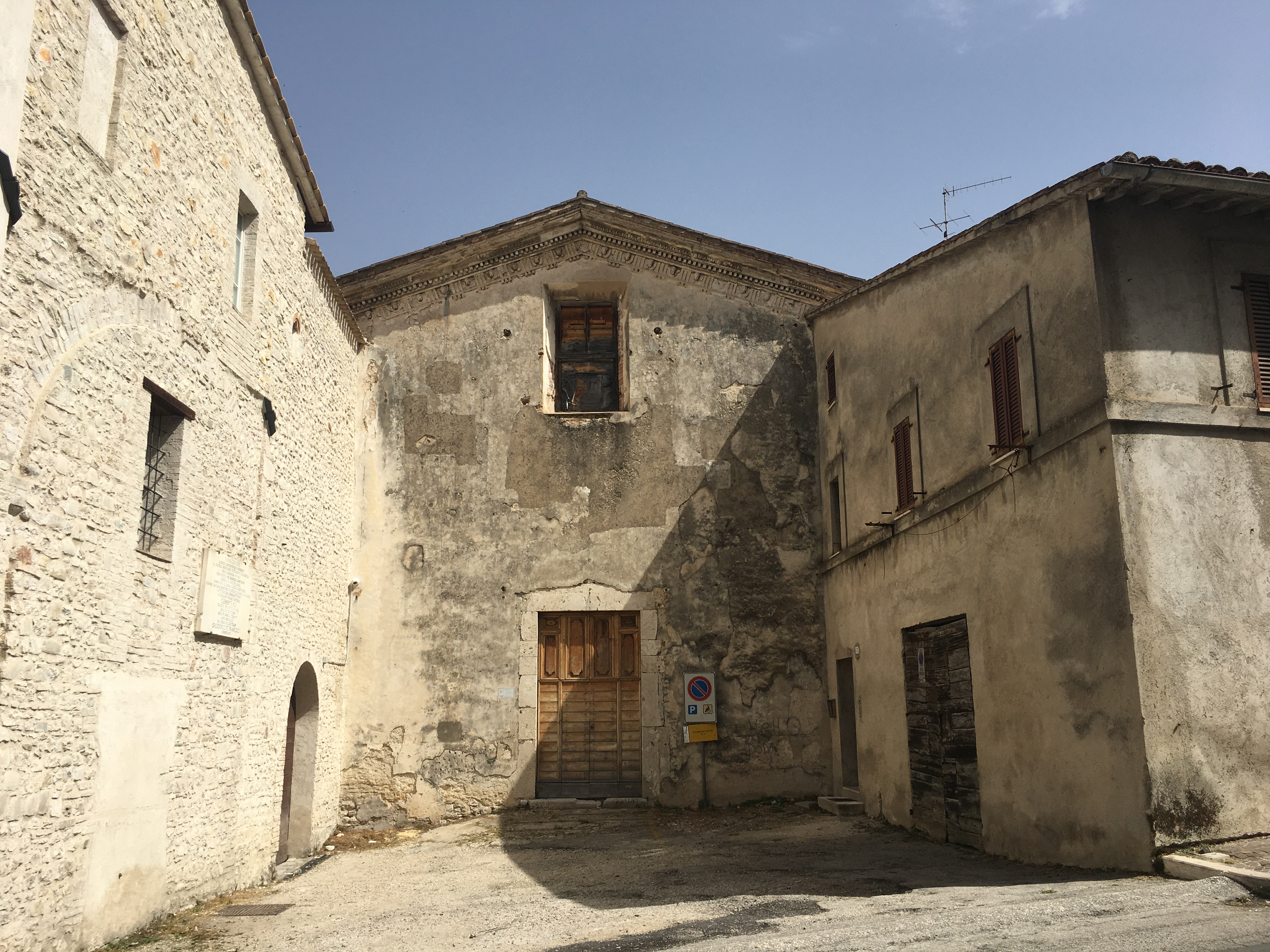
Ex chiesa di San Matteo

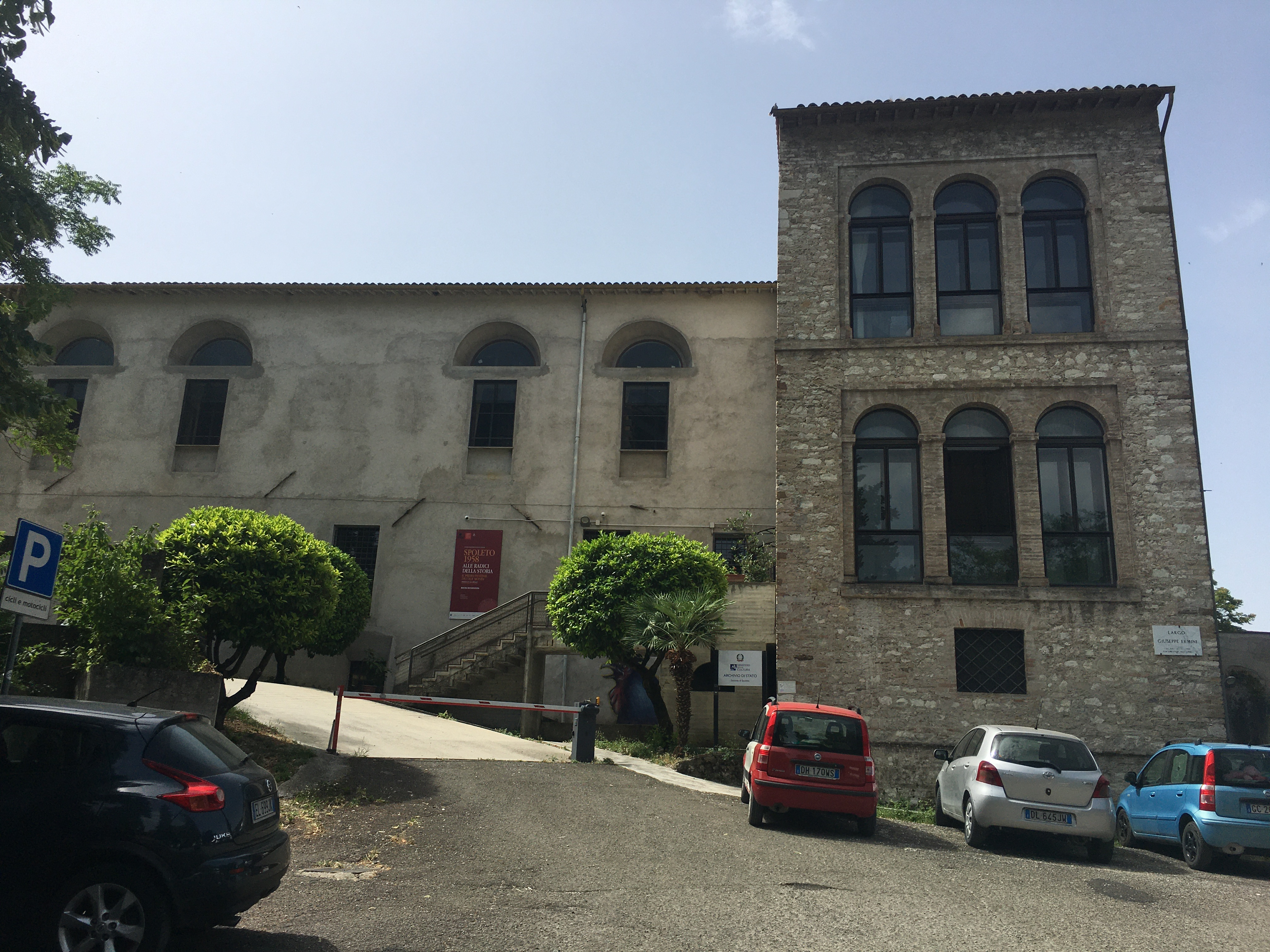
Sede dell'archivio di Spoleto

A cavallo degli anni '70 e '80 parte dell'edificio fu sede del laboratorio di scenografia del Festival dei Due Mondi.
Nel 1990 vennero effettuati lavori per il recupero di parte del complesso: l'ala est fu adibita ad alloggi di edilizia popolare; la chiesa e altri spazi furono destinati a usi pubblici. Nel 1991 una parte divenne sede della Sezione di Archivio di Stato di Spoleto. Un successivo intervento di risanamento consentì il recupero di altri spazi che inizialmente furono utilizzati come deposito del fondo antico della Biblioteca comunale, poi anche questi furono messi a disposizione dell'archivio. Nel 2006 il complesso venne acquistato dal Ministero per i beni e le attività culturali. Una vasta porzione della struttura non ancora utilizzata, necessita di consistenti interventi di consolidamento, restauro e riqualificazione. 
Nel 2021 il MIC (Ministero della cultura) ha indetto una gara d'appalto per l'intervento di "Conservazione e valorizzazione del complesso monumentale di San Matteo degli Infermi"; la procedura è giunta all'affidamento dei lavori nel settembre 2022.

## Descrizione

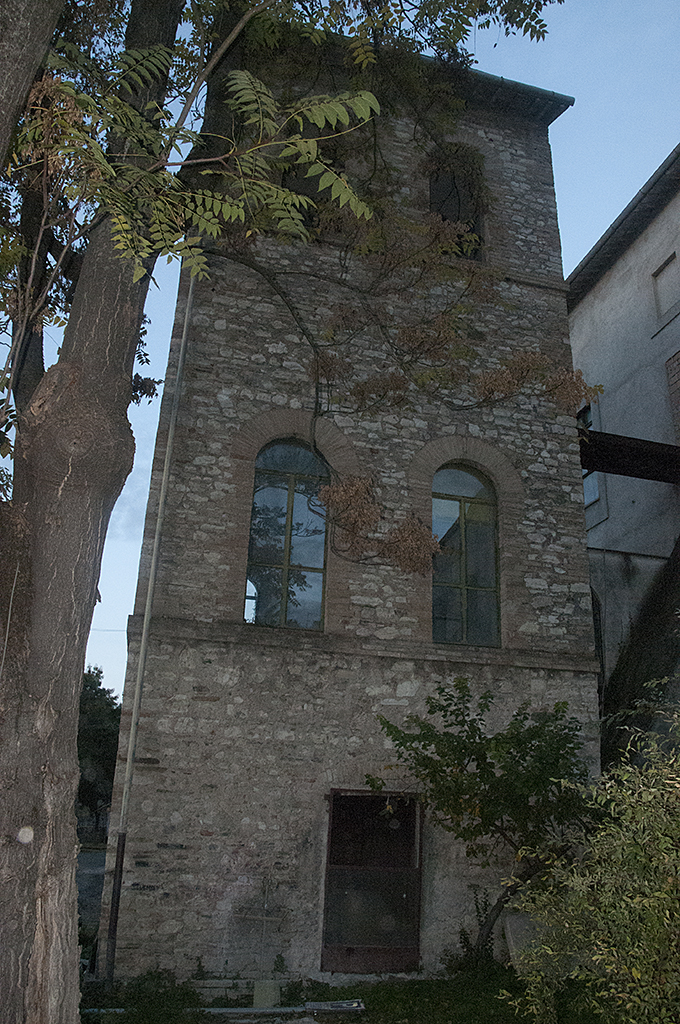
Torretta

Il Complesso di S. Matteo è composto da più edifici via via aggiunti nel corso dei secoli. 
Il corpo centrale venne rinnovato nel cinquecento, quando fu anche costruito un loggiato interno con un bel giardino nel mezzo. Eretto con criteri artistici, con arcate eleganti e solide, fu sottoposto a modifiche all'inizio del XX secolo: venne abbassato il tetto di copertura per consentire l'apertura di sei finestre a mezza luna e dare aria a una corsia. L'intervento fu così commentato da Pasquale Laureti: "Una infamia architettonica più grossa di questa è impossibile concepire".

Alla fine del XIX secolo alla fabbrica centrale furono aggiunti quattro avancorpi di costruzioni, uno dei quali è la Torretta, edificio un tempo occupato da latrine e bagni (ma i bagni non entrarono mai in funzione per mancanza delle vasche). Pasquale Laureti descrisse così l'aspetto dei fabbricati: 
(Pasquale Laureti)

## La chiesa
La chiesa di San Matteo venne interamente ricostruita nel cinquecento in forma molto modesta. Sono presenti tre altari, uno dei quali ha conservato sotto l'intonaco un affresco della seconda metà del quattrocento, Annunciazione, scoperto intorno al 1960. La chiesa è sconsacrata. Negli anni 2000, nel periodo natalizio, ha ospitato presepi artistici popolari e di fantasia nell'ambito della manifestazione Presepi al Borgaccio, organizzata per 6 edizioni.